# Polia albilinea
Polia albilinea là một loài bướm đêm trong họ Noctuidae.